# Чаголино
Чаголино — деревня в Горском сельском поселении Тихвинского района Ленинградской области.

## История
На семитопографической карте Новгородской губернии 1847 года упоминается деревня Чаголина.

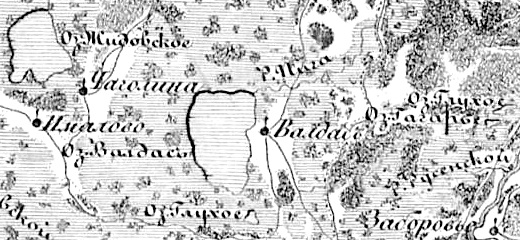
Деревня Чаголино на карте 1847 года

ЧАГОЛИНО — деревня Валдосского общества, Пашекожельского прихода. Озеро Чаголинское (Жидово). 

Крестьянских дворов — 14. Строений — 31, в том числе жилых — 21.

Число жителей по семейным спискам 1879 г.: 42 м. п., 27 ж. п.; по приходским сведениям 1879 г.: 33 м. п., 27 ж. п.

В конце XIX века деревня относилась к Новинской волости 2-го стана, в начале XX века — к Новинской волости 1-го земского участка 1-го стана Тихвинского уезда Новгородской губернии.

ЧАГОЛИНО — деревня Валдосского общества, дворов — 22, жилых домов — 28, число жителей: 65 м. п., 64 ж. п. 

Занятия жителей — земледелие, лесные заработки. Озеро Жидово. Часовня. (1910 год)

С 1917 по 1918 год деревня Чаголино входила в состав Новинской волости Тихвинского уезда Новгородской губернии. 
С 1918 года в составе Череповецкой губернии.
С 1924 года в составе Прогальской волости.
С 1927 года в составе Пудрольского сельсовета Тихвинского района.
С 1928 года в составе Городокского сельсовета. В 1928 году население деревни Чаголино составляло 132 человека.
Согласно карте Ленинградской области Северо-западного аэрогеодезического треста ГГУ издания 1932 года деревня насчитывала 14 крестьянских дворов.
По данным 1933 года деревня Чаголино входила в состав Городокского сельсовета.
В 1958 году население деревни Чаголино составляло 32 человека.
По данным 1966 и 1973 годов деревня Чаголино также входила в состав Городокского сельсовета.
По данным 1990 года деревня Чаголино входила в состав Горского сельсовета.
В 1997 году в деревне Чаголино Горской волости проживал 1 человек, в 2002 году — также 1 человек (все русские).
В 2007 году в деревне Чаголино Горского СП проживал 1 человек, в 2010 году — также 1.

## География
Деревня расположена в западной части района на автодороге 41К-897 (подъезд к д. Имолово).
Расстояние до административного центра поселения — 18 км.
Расстояние до ближайшей железнодорожной станции Тихвин — 41,5 км.
Деревня находится между озёр Чаголинское и Большая Валдость.

## Демография
| 1879 | 1910 | 1928 | 1958 | 1997 | 2002 | 2007 |
| ---- | ---- | ---- | ---- | ---- | ---- | ---- |
| 69   | ↗129 | ↗132 | ↘32  | ↘1   | →1   | →1   |
| 2010 | 2017 |      |      |      |      |      |
| →1   | →1   |      |      |      |      |      |

### Национальный состав
Согласно данным Всероссийской переписи населения 2021 года в деревне проживали 2 человека, все русские.

## Улицы
Майская.